# L: A Q generáció
Az L: A Q generáció (eredeti cím: The L Word: Generation) 2019 és 2023 között vetített amerikai drámasorozat, amelyet Ilene Chaiken, Kathy Greenberg, Michele Abbott és Marja-Lewis Ryan alkotott, az L című sorozat folytatása. A főbb szerepekben Jennifer Beals, Katherine Moennig, Leisha Hailey, Arienne Mandi és Sepideh Moafi látható.
Amerikában 2019. december 8-án a Showtime, Magyarországon 2020. január 9-én az HBO 3 mutatta be.
2023 márciusában három évad után törölték.

## Ismertető
Egy queer csoport szerelmet, szívfájdalmat, szexet, kudarcokat, személyes fejlődést és sikert élnek át Los Angelesben.

## Szereplők

### Főszereplők
| Szereplő                        | Színész           | Magyar hang        | Leírás |
| ------------------------------- | ----------------- | ------------------ | --- |
| Bette Porter-Kennard            | Jennifer Beals    | Kisfalvi Krisztina | Isaac Zakarian művészeti galériájának ügyvezető igazgatója. Feleségül vette, majd elvált párjától, Tina Kennardtól, de végül végén újra hozzá megy.                                                           |
| Shane McCutcheon                | Katherine Moennig | Zsigmond Tamara    | Androgün és rendkívül szexuális beállítottságú leszbikus egykori fodrász, jelenleg a "Dana's", egy melegbár tulajdonosa, amelyet elhunyt barátjáról, Dana Fairbanksről neveztek el.                           |
| Alice Pieszecki                 | Leisha Hailey     | Andrádi Zsanett    | Talk show házigazda és író. |
| Dani Nùñez                      | Arienne Mandi     | Kiss Virág         | Bette egykori PR-menedzsere, Sophie volt menyasszonya és a "Núñez Incorporated" vezérigazgatója, miután apját letartóztatták. Elhunyt édesanyja oldaláról iráni származású.                                   |
| Gigi Ghorbani                   | Sepideh Moafi     | Sági Tímea         | Nat Bailey volt felesége és gyermekeik társanyja, jelenleg pedig Dani barátnője. Az igazi neve Golnar, a "Gigi" pedig beceneve.                                                                               |
| Micah Lee                       | Leo Sheng         | Pálmai Szabolcs    | Adjunktus és terapeuta, aki Nat Bailey mellett dolgozik. Transz férfi, és Maribel Suarez barátja. |
| Sarah Finley                    | Jacqueline Toboni | Madarász Éva       | Vallásos családból származó ügyvezető asszisztens. Finley-nek hívják, korábban Alice Pieszeckinek dolgozott, és viszonya volt Sophie-val, ami Sophie és Dani kapcsolatának végéhez vezetett.                  |
| Sophie Suarez                   | Rosanny Zayas     | Nádasi Veronika    | Alice műsorának televíziós producere és Dani volt menyasszonya, akinek nem sokkal az esküvőjük előtt viszonya volt Finleyvel. Később ő és Finley összejönnek, ami Finley alkoholizmusa miatt feszültté válik. |
| Angelica "Angie" Porter-Kennard | Jordan Hull       | Pekár Adrienn      | Bette és Tina lánya és Kayla Allenwood féltestvére. |
| Tess Van De Berg                | Jamie Clayton     |                    | A Dana's csaposa, egy gyógyulófélben lévő alkoholista és Shane barátnője. |

### Mellékszereplők
| Szereplő             | Színész             | Magyar hang      | Leírás |
| -------------------- | ------------------- | ---------------- | --- |
| José                 | Freddy Miyares      | Varga Rókus      | Dani, Sophie és Micah házának új ingatlankezelője, Micah volt barátja és Scott férje.                             |
| Rodolfo Nùñez        | Carlos Leal         | Mikula Sándor    | Dani apja. |
| Pierce Williams      | Brian Michael Smith | Seszták Szabolcs | Bette kampánymenedzsere, aki egy transz férfi.                                                                    |
| Natalie "Nat" Bailey | Stephanie Allynne   | Dobó Enikő       | Gigi volt felesége és Alice partnere, amíg rá nem jön, hogy poliamor, ami miatt Alice véget vet a kapcsolatuknak. |

### Magyar változat
- Bemondó: Endrédi Máté
- Magyar szöveg: Barabás Orsolya
- Hangmérnök és vágó: Árvay Zoltán
- Gyártásvezető: Gémesi Krisztina
- Szinkronrendező: Árvay-Kiss Virág
- Produkciós vezető: Jávor Barbara

A szinkront a Direct Dub Studios készítette el.

## Évados áttekintés
| Évad | Évad | Részek száma | Részek száma | Eredeti sugárzás   | Eredeti sugárzás  | Eredeti adó       | Magyar sugárzás   | Magyar sugárzás   | Magyar adó |
| Évad | Évad | Részek száma | Részek száma | Évadbemutató       | Évadzáró          | Eredeti adó       | Évadbemutató      | Évadzáró          | Magyar adó |
| ---- | ---- | ------------ | ------------ | ------------------ | ----------------- | ----------------- | ----------------- | ----------------- | ---------- |
|      | 1.   | 8            | 8            | 2019. december 8.  | 2020. január 26.  |                   | 2020. január 9.   | 2020. február 27. |            |
|      | 2.   | 10           | 10           | 2021. augusztus 8. | 2021. október 11. | 2021. október 7.  | 2021. december 9. |                   |            |
|      | 3.   | 10           | 10           | 2022. november 20. | 2023. január 22.  | 2023. március 22. | 2023. május 24.   |                   |            |

## Epizódok

### Első évad (2019–2020)
| Sor. | Év. | Cím                               | Rendező             | Író                                                 | Premier                             |
| ---- | --- | --------------------------------- | ------------------- | --------------------------------------------------- | ----------------------------------- |
| 1.   | 1.  | Kezdjük újra! (Let's Do It Again) | Steph Green         | Marja-Lewis Ryan                                    | 2019. december 8. 2020. január 9.   |
| 2.   | 2.  | A kevesebb több (Less Is More)    | Allison Liddi-Brown | Marja-Lewis Ryan                                    | 2019. december 15. 2020. január 16. |
| 3.   | 3.  | Elveszett szerelem (Lost Love)    | Sarah Pia Anderson  | Regina Y. Hicks                                     | 2019. december 22. 2020. január 23. |
| 4.   | 4.  | Zavaros idők (LA Times)           | Steph Green         | Melody Derloshon                                    | 2019. december 29. 2020. január 30. |
| 5.   | 5.  | Címkék (Labels)                   | Erica Watson        | Tatiana Suarez-Pico                                 | 2020. január 5. 2020. február 6.    |
| 6.   | 6.  | Elvaratlan szálak (Loose Ends)    | Logan Kibens        | Nancy C. Mejía                                      | 2020. január 12. 2020. február 13.  |
| 7.   | 7.  | Mindent elveszíteni (Lose It All) | Jennifer Arnold     | Francesca Butler                                    | 2020. január 19. 2020. február 20.  |
| 8.   | 8.  | Lapse in Judgement                | Marja-Lewis Ryan    | Marja-Lewis Ryan, Allie Romano és Thomas Page McBee | 2020. január 26. 2020. február 27.  |

### Második évad (2021)
| Sor. | Év. | Cím               | Rendező             | Író                                               | Premier                                 |
| ---- | --- | ----------------- | ------------------- | ------------------------------------------------- | --------------------------------------- |
| 9.   | 1.  | Late to the Party | Marja-Lewis Ryan    | Marja-Lewis Ryan                                  | 2021. augusztus 8. 2021. október 7.     |
| 10.  | 2.  | Lean on Me        | Marja-Lewis Ryan    | Jonell Lennon                                     | 2021. augusztus 15. 2021. október 14.   |
| 11.  | 3.  | Luck Be a Lady    | Marja-Lewis Ryan    | Maisha Closson                                    | 2021. augusztus 22. 2021. október 21.   |
| 12.  | 4.  | Lake House        | Sarah Pia Anderson  | Thomas Page McBee                                 | 2021. augusztus 29. 2021. október 28.   |
| 13.  | 5.  | Lobsters, Too     | Sarah Pia Anderson  | Nancy C. Mejía                                    | 2021. szeptember 5. 2021. november 4.   |
| 14.  | 6.  | Love Shack        | Katrelle N. Kindred | Marja-Lewis Ryan, Lisa Quintela és Julia Hannafin | 2021. szeptember 13. 2021. november 11. |
| 15.  | 7.  | Light             | Rose Troche         | Maisha Closson                                    | 2021. szeptember 20. 2021. november 18. |
| 16.  | 8.  | Launch Party      | Haifaa al-Mansour   | Melody Derloshon                                  | 2021. szeptember 27. 2021. november 25. |
| 17.  | 9.  | Last Dance        | Haifaa Al-Mansour   | Allie Romano                                      | 2021. október 4. 2021. december 2.      |
| 18.  | 10. | Last Call         | Marja-Lewis Ryan    | Marja-Lewis Ryan és Christina Brosman             | 2021. október 11. 2021. december 9.     |

### Harmadik évad (2022–2023)
| Sor. | Év. | Cím                        | Rendező             | Író                                              | Premier                              |
| ---- | --- | -------------------------- | ------------------- | ------------------------------------------------ | ------------------------------------ |
| 19.  | 1.  | Last Year                  | Katrelle N. Kindred | Marja-Lewis Ryan                                 | 2022. november 20. 2023. március 22. |
| 20.  | 2.  | Los Angeles Traffic        | Katrelle N. Kindred | Julia Hannafin                                   | 2022. november 27. 2023. március 29. |
| 21.  | 3.  | Quiz Show                  | Em Weinstein        | Melody Derloshon                                 | 2022. december 4. 2023. április 5.   |
| 22.  | 4.  | Last to Know               | Em Weinstein        | Marja-Lewis Ryan és Nova Cypress Black           | 2022. december 11. 2023. április 12. |
| 23.  | 5.  | Locked Out                 | Nancy C. Mejía      | Melody Derloshon és Nina Kim                     | 2022. december 18. 2023. április 19. |
| 24.  | 6.  | Questions for the Universe | Nancy C. Mejía      | Alison Wong                                      | 2022. december 25. 2023. április 26. |
| 25.  | 7.  | Little Boxes               | Em Weinstein        | María Renée Prudencio                            | 2023. január 1. 2023. május 3.       |
| 26.  | 8.  | Quality Family Time        | Em Weinstein        | Allie Romano                                     | 2023. január 8. 2023. május 10.      |
| 27.  | 9.  | Quiet Before the Storm     | Katherine Moennig   | Melody Derloshon                                 | 2023. január 15. 2023. május 17.     |
| 28.  | 10. | Looking Ahead              | Leisha Hailey       | Marja-Lewis Ryan, Courtney Edwards és Scout Comm | 2023. január 22. 2023. május 24.     |

## A sorozat készítése
A Showtime 2017. július 11-én megerősítette, hogy készül az L folytatása. 2017. november 20-án Marja-Lewis Ryant megerősítették, mint showrunner és vezető producer; az eredeti sorozat alkotója és showrunner Ilene Chaiken vezető producer lesz, Jennifer Beals, Katherine Moennig és Leisha Hailey pedig szintén vezető producerek.

### Forgatás
A sorozat olyan felismerhető Los Angeles-i épületeket használt fel, mint a Millenium Biltmore Hotel és a The Semi-Tropic. Emellett olyan kültéri helyszíneket is felhasznált, mint a Silver Lake víztározó.